# Bobrová
Bobrová (Duits: Bobrau) is een Moravische vlek in de Tsjechische regio Vysočina, en maakt deel uit van het district Žďár nad Sázavou. Bobrová telt 910 inwoners (2023).

## Geschiedenis
- 1950 – De gemeenten Dolní Bobrová en Horní Bobrová fuseren tot de nieuwe gemeente Bobrová.
- 2006 – De gemeente Bobrová krijgt (opnieuw) de status vlek.[1]